# イトーヨーカドー東習志野店
イトーヨーカドー東習志野店（イトーヨーカドーひがしならしのてん）は、かつて千葉県習志野市東習志野に存在した総合スーパー。

## 概要
1994年12月1日、工業地と住宅街に挟まれる形で開業。建物の名称は、サンウェルショッピングプラザ。建物の所有はトップリート投資法人、運営は野村不動産マスターファンド投資法人が受託していた。
傾斜地に立地していたため、屋外からそのまま入店すると2階であり、屋外から食品売り場のあった1階に入店するには階段を使用する必要があった。店舗棟の西側には6階建てと2階建ての立体駐車場を完備しており、自動車での来店を前提としていた。
閉店後のお問い合わせ先店舗は八千代店である。
閉店後は、野村不動産が建物を取得後に解体し、物流施設「ランドポート東習志野」が新たに建設され、楽天が1棟借りしている。
イトーヨーカドー東習志野店の向かいで営業しているメガネハットは、イトーヨーカドー閉店後に店名を「メガネハット東習志野ヨーカドー前店」から「メガネハット東習志野店」に改称した。

## 沿革
- 1994年（平成6年）
  - 12月1日 - 開業[1]。
- 2002年（平成14年）
  - 秋 - ときわ書房が開店[8]。
- 2004年（平成16年）
  - 10月30日 - ユニクロが開店[9]。
- 2006年（平成18年）
  - 6月30日 - トップリート投資法人が日鐵溶接工業（現：日鉄溶接工業）から建物を8,900百万円で取得した[10][11]。
- 2008年（平成20年）
  - 9月25日 - 千葉県が策定した「商業者の地域貢献ガイドライン」の実施状況を提出した[12]。
- 2014年（平成26年）
  - 9月30日 - ユニクロが閉店[13]。
- 2016年（平成28年）
  - 3月8日 - セブン＆アイ・ホールディングスが事業構造改革でイトーヨーカドーの店舗を2016年度中に20店、今後5年で計40店を閉鎖すると公表した[14][15]。
  - 6月3日 - 建物所有者であるトップリート投資法人がイトーヨーカドー東習志野店のテナント退去を発表した[16][17]。
  - 8月25日 - 東習志野店や新浦安店、豊橋店など大型店を含む計6店舗が閉鎖すると判明した[3][15]。
- 2017年（平成29年）
  - 2月26日 - イトーヨーカドー東習志野店の営業が終了した[18]。
  - 6月4日 - 賃貸借契約解約日を迎えた[16]。

## 過去の主なテナント
- ユニクロ（2004年10月30日開店[9] - 2014年9月30日閉店[13]）
- ライトオン（2017年2月19日閉店）
- ときわ書房（2002年秋開店[8] - 2017年2月26日閉店[19]）
- ダイソー（2017年2月26日閉店）
- クラフトパーク（2017年2月26日閉店）
- アミュージアム（2017年2月26日閉店）
- スタジオアリス
- ほけんの窓口（2017年2月26日閉店）
- マクドナルド（2017年2月26日閉店）
- ケンタッキーフライドチキン（2017年2月26日閉店）
- ポッポ（1994年12月1日開店 - 2017年2月26日閉店）
- ファミール（1994年12月1日開店 - 2010年1月17日閉店[20]）
- 芝のらーめん屋さん（1994年12月1日開店 - 2010年1月17日閉店[20]）

### フロア構成
| 店舗棟 | 店舗棟                             | 立体駐車場 |
| ------ | ---------------------------------- | ---------- |
| R階    | 屋上駐車場                         | 屋上駐車場 |
| ４階   | 子供・趣味と娯楽のフロア           | 6階駐車場  |
| ４階   | 子供・趣味と娯楽のフロア           | 5階駐車場  |
| ３階   | 紳士ファッションと暮らしのフロア   | 4階駐車場  |
| ２階   | ファッションと肌着のフロア         | 3階駐車場  |
| ２階   | ファッションと肌着のフロア         | 2階駐車場  |
| １階   | 食品と日用品のフロア・フードコート | 1階駐車場  |